# José Vicente Ramírez de Arellano
José Vicente Ramírez de Arellano (Córdoba, 26 de octubre de 1797 - 31 de agosto de 1873) fue un sacerdote católico argentino, obispo de Córdoba entre 1860 y 1873.

## Biografía
Hijo de Juan Antonio Ramírez de Arellano y de María Teresa Luján. Era sobrino de otro sacerdote también llamado José Vicente Ramírez de Arellano y sobrino político del cura Miguel Calixto del Corro. Ingresó al seminario cordobés en 1812 y se doctoró en teología en 1818 en la Universidad de Córdoba. Se ordenó sacerdote en 1823 y fue capellán del coro de la Catedral de Córdoba y secretario del cabildo catedralicio. En 1830 fue nombrado párroco de Punilla. En 1848, regresado a la capital provincial, fue elegido diputado provincial junto con su hermano mayor Eduardo, también sacerdote. En agosto de 1850 fue nombrado canónigo de la Catedral.
La diócesis de Córdoba, que había estado vacante debido a la crisis de la Independencia desde 1818 hasta 1831, volvió a quedar vacante en 1836, tras el breve y accidentado obispado de Benito Lascano; en 1857 fue nombrado obispo monseñor José Gregorio Baigorrí, pero éste falleció sin haber sido consagrado en junio de 1858. El gobierno de la Confederación Argentina se apresuró a nombrarle un sucesor, enviando al papa una terna de candidatos encabezada por el canónigo Ramírez de Arellano en el mes de agosto. Éste fue nombrado obispo el 23 de diciembre de 1858, aunque la bula no consiguió el exequátur hasta agosto del año siguiente. El obispo, impaciente, se había trasladado a Paraná, la capital de la Confederación, donde se hallaba presente el visitador apostólico Marino Marini, quien lo consagró obispo al día siguiente.
De regreso a Córdoba, nombró vicario general del obispado a su hermano Eduardo y para la en la provincia de La Rioja, que también dependía de la diócesis, al presbítero Juan Vicente Brizuela. Se dedicó especialmente a la fundación de parroquias, con lo cual tuvo una fuerte influencia en la fundación de pueblos, varios de los cuales son hoy ciudades de importancia: en la provincia de Córdoba fundó las de Cruz del Eje, Concepción del Tío, Bell Ville, San Carlos Minas y Chalacea; en la La Rioja fundó las parroquias de Guandacol, Anjullón y Chilecito.
En la cabecera de su diócesis dedicó especial esfuerzo al seminario diocesano, que puso bajo la dirección de un sacerdote especialmente activo, Uladislao Castellanos, que mucho tiempo más tarde sería arzobispo de Buenos Aires.
Cuando se inauguraron las sesiones del Concilio Vaticano, Ramírez de Arellano  era ya un hombre anciano, cuyos achaques no le permitieron viajar a Roma ni participar de modo alguno en sus sesiones. Falleció en Córdoba en agosto de 1873.